# Heilig Kreuz (Tiefenhöchstadt)

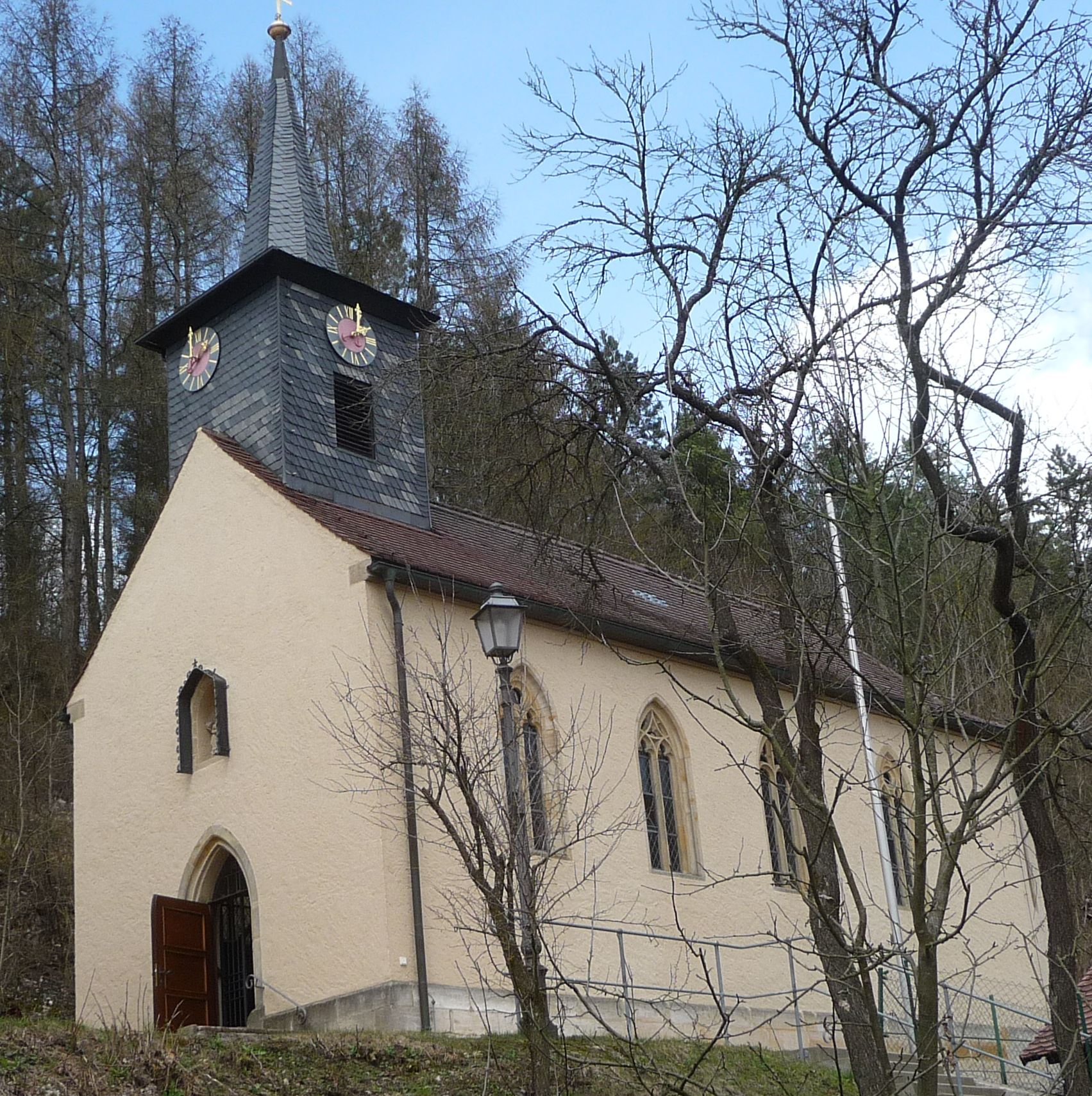
Heilig Kreuz (Tiefenhöchstadt)

Die römisch-katholische, denkmalgeschützte Kapelle Heilig Kreuz steht in Tiefenhöchstadt, einem Gemeindeteil des Marktes Buttenheim im Landkreis Bamberg (Oberfranken, Bayern). Die Kirche ist unter der Denkmalnummer D-4-71-123-60 als Baudenkmal in der Bayerischen Denkmalliste eingetragen. Sie gehört als Filialkirche von St. Nikolaus (Gunzendorf) zum Seelsorgebereich Jura-Aisch im Dekanat Forchheim des Erzbistums Bamberg.

## Beschreibung
Die neugotische Saalkirche wurde 1852 erbaut. Ihr Langhaus hat im Osten einen dreiseitig geschlossenen Chor. Die Sakristei befindet sich an der Nordseite. Aus dem Satteldach des Langhauses erhebt sich im Westen ein quadratischer, schiefergedeckter Dachreiter, der die Turmuhr und den Glockenstuhl beherbergt, und mit einem achtseitigen Knickhelm bedeckt ist. Zur Kirchenausstattung gehört ein 1852 gebauter Altar. Eine Vespergruppe entstand bereits um 1420. Die Orgel mit 6 Registern, einem Manual und einem Pedal wurde 1973 von der Orgelbau Hoffmann gebaut.